# Archimandria
Archimandria – określenie zespołu monasterów, nad którymi władzę sprawuje archimandryta. Pojęcie to jest też używane jako synonim siedziby archimandryty.